# Lunatycy (powieść)
Lunatycy (niem. Die Schlafwandler) – modernistyczna powieść Hermanna Brocha.

## Charakterystyka
Opublikowana w latach 1931–1932. Składa się z trzech części: – „1888 Pasenow, czyli romantyzm” (1931); – „1903 Esch, czyli anarchia” (1931); – „1918 Huguenau, czyli rzeczowość” (1932). Wielowarstwowa powieść opisująca kryzys kultury europejskiej od 1888 roku do końca I wojny światowej, który Broch przedstawia na przykładzie Niemiec wilhelmińskich. Rozpad wartości wiąże Broch ze zdradą ideałów humanistycznych (których źródłem jest dla Brocha filozofia Platona), oraz chrześcijańskich. Według Brocha lunatycy to ludzie żyjący między zanikającymi starymi i pojawiającymi się nowymi systemami etycznymi, tak jak lunatyk istnieje w stanie między snem a chodzeniem. W części pierwszej Lunatycy są tradycyjną epiką, naśladującą styl realistów niemieckich, część druga to monolog wewnętrzny, wzorowany na naturalistach, a część trzecia, najobszerniejsza składająca się z kilkunastu rozdziałów, to tradycyjna forma powieściowa rozbita na poezję, esej i dramat. W latach 1995–1998 Krystian Lupa dokonał polskiej adaptacji teatralnej powieści Brocha.

## Główne postaci powieści
Tytuły części trylogii związane są z trzema głównymi postaciami powieści:
- Joachim von Pasenow – pruski wojskowy o ziemiańskim pochodzeniu. Początkowo porucznik, w trzeciej części – major. Wartości świata junkiersko-patriarchalnego w jakich dorastał okazują się złudzeniem, a jego romantyzm staje się upiorny. Pytanie o cel życia pozostaje dla Joachima nierozstrzygalne. Mimo że jest żonaty, jest rozpaczliwie samotny;
- August Esch – buchalter. Znudzony monotonią życia, próbuje sił w teatrze, po porażce powraca do buchalterii, by następnie odnaleźć swe powołanie w redagowaniu gazety. Dla Brocha to typowy przedstawiciel drobnomieszczaństwa. Jego „anarchia” to nieustanne bycie w swoistym „stanie przejściowym”, poszukując wartości w czasach ich chronicznego rozpadu;
- Wilhelm Huguenau – drobnomieszczanin, ale w odróżnieniu od Escha twardo stąpający po ziemi dorobkiewicz. Jest człowiekiem, dla którego nie istnieje już żadna wartość poza buchalteryjną trójcą: zyskiem, stratą, saldem. Jedynie handlowy, czysto wymierny i przeliczalny na gotówkę, system wartości. Zbrodnia, którą popełnia (zabija Escha), jest dla niego sprawą emocjonalnie marginalną. Jednak właśnie Huguenau jest jedynym, który w powieści coś wygrywa, do czegoś dochodzi. Nie jest on jednak parodią „wodza”. Jest raczej tym, który utorował mu drogę – pisze w posłowiu do polskiego wydania „Lunatyków” Jakub Lichański[2].